# EXIM Magyarország
Az EXIM Magyarország egy exporthitel-ügynökség, nemzetközi kereskedelemre, külpiaci befektetésekre, illetve külföldi beruházásokra szakosodott hazai banki, biztosítói szereplő. Az EXIM név két jogi személyt foglal magában: a Magyar Export-Import Bank Zrt.-t (Eximbank Zrt.) és a Magyar Exporthitel Biztosító Zrt.-t (MEHIB Zrt.). Az intézménypáros integráltan működik, így finanszírozói és biztosítói megoldásokat is nyújt. Működését az OECD és az Európai Unió ide vonatkozó rendelkezései szabályozzák.
2024 végén az Eximbank mérlegfőösszege 3967 milliárd forint volt, miközben a bank hitelállománya megközelítette a 3200 milliárd forintot. Az EXIM intézménycsoport másik tagja, a Magyar Exporthitel Biztosító Zrt. (MEHIB) biztosítói kötelezettségvállalásai 835 milliárd forintot tettek ki.

## Története
A mai EXIM elődjének tekinthető Exportgarancia Biztosítási Részvénytársaságot 1991-ben alapította meg az akkori kormány. Már az alapításkor felmerült annak az igénye, hogy az intézmény meghatározott pénzintézeti tevékenységeket is végezzen. Az egyintézményes modellben azonban ez nem volt megvalósítható, ezért az Országgyűlés 1994-ben úgy döntött, hogy kettéválasztja a céget, így jött létre a Magyar Export-Import Bank Részvénytársaság (Eximbank) és a Magyar Exporthitel Biztosító Részvénytársaság (MEHIB).
1995-ben a két intézmény igazgatóságait összevonták, azzal a céllal, hogy a magyar exportőrök számára egyszerre biztosítsák a szükséges biztosítéki hátteret, amely erősíheti pozícióikat a nemzetközi piacokon.
Magyarország 1996 novembere óta az OECD Exporthitel és Hitelgarancia Csoportjának teljes jogú tagja. A munkacsoportban az Eximbank és a MEHIB látja el a szakmai képviseletet. A biztosító 1998-tól – megfigyelői státuszban – az exporthitelbiztosítókat tömörítő nemzetközi szervezet, a Berni Unió tagja. Ugyanebben az évben megszűnt az Eximbank és a MEHIB közös irányítása, de a két intézmény a továbbiakban is együttműködött.
A MEHIB 2001-től a Prágai Klub megalakulásától kezdődően — támogató tagként — részt vesz a fejlődő országokban működő új exporthitel-ügynökségeknek létesített szakmai szervezet munkájában is.
Az Eximbank és a MEHIB 2002-ben ismét közös igazgatóság irányítása alá került. 2004-től pedig mindkét cég az MFB Csoport tagjává vált. Az Eximbank Magyarország európai uniós csatlakozásának előkészítése során működésének jogszabályi hátterét és termékkínálatát az előírt a nemzetközi szabályozáshoz igazította. Ennek következtében több hiteltípus kivezetése vált szükségessé. A bank tevékenységében pedig új elemként megjelent a kormányközi megállapodásokon alapuló segélyhitelek nyújtása.
Az Eximbank 2008–2009-es tevékenységét a gazdasági válság következtében kialakult likviditáshiány kezelése, és ebből fakadóan az üzleti aktivitás visszafogása jellemezte. A korábbi növekedés átmenetileg megtorpant, a refinanszírozási együttműködések felfüggesztésére kényszerült az intézmény. A kialakult financiális helyzet lassú javulását a tartós állami forráshoz való jutás tette lehetővé.
A válságot követően a MEHIB számos intézkedést kezdeményezett a negatív hatások csökkentése érdekében: megvalósította az állami viszontkezesség határát jelentő globál limit megemelését, a biztosítási feltételek módosításával 100 százalékra emelte a fedezetnyújtás lehetséges maximumát, válságmonitoring-tevékenységet indított a nagy kitettséget jelentő piacokon.
2012-ben jelentős változás történt az Eximbank és a MEHIB működésében, májustól a tulajdonosi jogokat a nemzetgazdasági miniszter gyakorolta, a váltással pedig új, integrált irányítási és szervezeti koncepció alakult, a két intézmény élére közös vezetés került. Ettől az évtől a bank és a biztosító feladatait egységes szervezetben és megjelenéssel, EXIM elnevezéssel végzik. 2012-től az EXIM gazdaságpolitikai ösztönző szerepe kiterjedt a munkahelyek megőrzésére, a foglalkoztatás növelésére, a magyar exportkapacitások bővítésére is.
2014-ben, az intézménypáros fennállásának 20. évétől a tulajdonosi jogok gyakorlója a Külgazdasági és Külügyminisztérium. A korábbiaknál is hangsúlyosabbá vált a kkv-fókuszú üzleti aktivitás, ezért kilenc magyarországi nagyvárosban képviseleti iroda kialakításáról döntöttek. Ugyanebben az évben az EXIM számos új finanszírozási terméket vezetett be. 2014-ben kezdte meg az újonnan alakult projektfinanszírozási terület a közvetlen finanszírozásban nyújtott projekthitelek előkészítését és leszerződését. A bank 2014-től vesz részt tőkealapokban befektetőként.
2016 óta működik a Nemzetközi Akvizíció terület, amely a nemzetközi szervezetekkel és finanszírozó intézményekkel való kapcsolattartáson túl nemzetközi tenderfigyelési feladatokat is ellát. 2016-ban a kanadai exportfinanszírozásáért felelős EDC-vel az EXIM megkötötte eddigi legnagyobb értékű vevőfinanszírozási ügyletét.
A Berni Unió 2021-ben az EXIM-et irányítóbizottsági tagjává választotta.
2022-ben az EXIM Magyarország felügyeleti joga az az állami vagyon felügyeletéért felelős Gazdaságfejlesztési Minisztériumhoz került, amely intézmény ma már Nemzetgazdasági Minisztériumként működik.

## Tevékenység
Az EXIM Magyarországot azzal a céllal alapították, hogy támogassa a magyar vállalkozásokat, és pénzügyi megoldásokkal segítse a külpiaci sikereik elérését, illetve erősítse a külpiaci jelenlétüket és terjeszkedésüket. A vállalat szolgáltatásai azt célozzák, hogy az exporttevékenység teljes vertikumát lefedje banki és biztosítói termékekkel – mint forgóeszköz-, beruházás- vagy befektetésfinanszírozás, külföldön megvalósuló beruházási vagy befektetési, úgynevezett FDI-projektek finanszírozása, tőkeági finanszírozás a hazai és nemzetközi befektetési alapokon keresztül, vevőhitelek, leszámítolás, exporthitel-biztosítás, hitelfedezeti és kereskedelmi garanciák –, az exporttevékenységet megelőző beszállítói folyamatoktól az előállításon és a termelésen át egészen a külpiaci értékesítésig, megjelenésig.
A vállalatok finanszírozását elsősorban a magyar kereskedelmi bankokon keresztül, refinanszírozási konstrukcióban végzi az EXIM Magyarország. A tulajdonos (állam) által biztosított tőkén túl a forrásbevonás a tágabb értelemben vett pénzpiacról, hazai és nemzetközi kötvénykibocsátásokból, bilaterális hitelekből származik.

### Szolgáltatások és termékek
Demján Sándor Program
A Demján Sándor Programhoz kapcsolódó konstrukcióit az EXIM Magyarország 2025. január 6-án indította el a magyar mikro-, kis- és középvállalkozások (kkv-k) exportképességének növelése és a hazai vállalati szektor beruházásainak ösztönzése céljából. 2025 tavaszán a program további három hiteltermékkel bővült. A Demján Sándor Program tartalmaz beruházási hitel-, lízing- és forgóeszközhitel-termékeket a már exportáló és még nem exportáló vállalkozások számára egyaránt. Emellett a program magyar vállalatok külföldi befektetéseit is finanszírozza.

#### Baross Gábor Újraiparosítási Hitelprogram
A Baross Gábor Újraiparosítási Hitelprogramot 2023. február 1-jével indította az állami bank. Célja a 2022-ben kialakult energiaválság és a kereskedelmi ellátási láncokban kialakult zavarok negatív hatásainak mérséklése a magyarországi kkv-k és nagyvállalatok körében.
A program három konstrukciót kínál:
- Forgóeszköz hitel
- Beruházási hitel
- Zöld beruházási hitel

2024. január 15-én az EXIM Magyarország újranyitotta a Baross Gábor Újraiparosítási Hitelprogram kérelmeinek a befogadását.

#### Gyármentő Hitelprogram
A Gyármentő Programot a 2023. január 2. és 2023. december 31. közötti időszakra hirdette meg az EXIM Magyarország. Elsődleges célja a közép- és nagyvállalatok számára energiahatékonysággal összefüggő beruházások támogatása kedvezményes hitelekkel. A program keretein belül igényelhető forrásokat energiaköltségek csökkentésére, energiafüggetlenség növelésére, az energiaválság hatásainak csökkentésére, illetve hosszútávú, nemzetközi versenyképesség javulását célzó beruházásokra lehetett felhasználni.

#### Külföldi kockázatú finanszírozás és biztosítás
Magyar exportőr és külföldi vevője között létesült kereskedelmi szerződésben vagy egyéb kapcsolatban meghatározott áru és/vagy szolgáltatás hitelből történő megvásárlásának finanszírozását, illetve az ügylet lebonyolításának támogatását foglalja magában.

#### Belföldi finanszírozás
Belföldi gazdasági szereplőknek nyújtott fix kamatozású hitelek, amelyek forgóeszköz vagy beruházás finanszírozására lehet igényelni.

#### Garanciavállalás
Az EXIM Magyarország állami hátterű garanciákat is nyújt a hazai vállalatok számára a hitelfelvétel és kereskedelmi ügyletek esetén. A hitelfedezeti garanciákhoz kereskedelmi bankoktól felvett forgóeszköz- vagy beruházási hitelekhez vállal garanciát a vállalat. Kereskedelmi garancia esetén pedig a belföldi vagy export kereskedelmi szerződésekkel kapcsolatos kötelezettségvállalás garantálását vállalja az EXIM.

## Az EXIM Magyarország jelenlegi vezetősége[24]
| Név               | Tisztség                                 |
| Kisgergely Kornél | Igazgatóság elnöke                       |
| Dr. Berta Adrienn | Vezérigazgató                            |
| Széll István      | Üzleti vezérigazgató-helyettes           |
| Ladányi Sándor    | Pénzügyi vezérigazgató-helyettes         |
| Bartus Róbert     | Kockázatkezelési vezérigazgató-helyettes |